# Hloukhivtsi
Hloukhivtsi (ukrainien : Глухівці) est une commune urbaine de l'oblast de Vinnytsia, en Ukraine. Elle compte 3 165 habitants en 2021.